# Veselin Topalov
Veselin Aleksandrov Topalov (in bulgaro Веселин Александров Топалов?; Ruse, 15 marzo 1975) è uno scacchista e Grande maestro bulgaro.
È stato campione del mondo di scacchi della FIDE dal 2005 al 2006. È stato al primo posto della classifica mondiale FIDE per un totale di 27 mesi, ed è al quinto posto nella classifica dei giocatori che vi sono restati per più tempo.
Ha ottenuto il proprio record Elo nella classifica FIDE di luglio 2015 con 2 816 punti, decimo punteggio più alto di sempre.

## Biografia
Imparò a giocare a scacchi a otto anni da suo nonno, si fece notare a livello giovanile conquistando la medaglia d'oro del campionato mondiale Under 14 tenutosi a Porto Rico nel 1989 e la medaglia d'argento in quello Under 16 svoltosi a Singapore un anno dopo. Dal 1992 è Grande Maestro Internazionale. Dal 27 settembre al 16 ottobre 2005 a San Luis in Argentina ha nettamente vinto il Campionato del Mondo 2005, a cui hanno partecipato anche Michael Adams, Viswanathan Anand, Rustam Qosimjonov, Péter Lékó, Aleksandr Morozevič, Judit Polgár e Pëtr Svidler.
Tra settembre e ottobre 2006, ad Ėlista, ha giocato un match di riunificazione del campionato mondiale FIDE (dopo anni di scissioni a causa della PCA di Kasparov) contro il russo Vladimir Kramnik. Dopo dodici partite l'incontro era finito in parità, 6-6 e quindi erano necessarie le partite rapid (25 minuti a testa più 10 secondi per ogni mossa). Nelle seguenti quattro partite, Kramnik ha vinto 2.5-1.5, diventando così campione del mondo. Durante il match vi era stata una polemica, in quanto il gruppo di Topalov, tra cui il manager Dainalov, ha accusato Kramnik di utilizzare di nascosto nel suo bagno privato un software scacchistico. Le accusa del bulgaro, sebbene sostenute dalla sua federazione nazionale, sono state generalmente considerate poco attendibili dal mondo scacchistico professionistico.
A causa della mancata possibilità di competere per il campionato del mondo 2007 (le cui qualificazioni erano iniziate prima del match di Ėlista), Topalov ha ottenuto dei privilegi nel ciclo di qualificazioni del 2009 che portarono al mondiale 2010: è stato infatti posto nella finale della selezione dei candidati 2009, dove ha vinto contro Gata Kamskij, vincitore della Coppa del mondo di scacchi 2007. Il match svoltosi a Sofia, in Bulgaria è terminato dopo sette partite col punteggio di 4 ½ a 2 ½ a favore di Topalov.

## Principali risultati
Ha partecipato ai vari tornei di altissimo livello come quelli di Linares, Dortmund, Wijk Aan Zee, ecc. Nel 2005 ha condiviso il primo posto con Garri Kasparov (qui al suo ultimo torneo prima del suo ritiro) e ha vinto il MTel Masters a Sofia con un punto di distacco sul secondo classificato.
Nel corso delle Olimpiadi degli scacchi del 2008, dopo alcune partite vinte brillantemente, Topalov ha vinto il bronzo individuale come prima scacchiera.
Nel settembre 2008 vince a Bilbao la prima edizione delle Chess Master Final ottenendo 17 punti (3 punti per la vittoria e 1 per il pareggio)
Nel febbraio 2010 vince a Linares l'ultima edizione del torneo di Linares.
Nell'ottobre 2012 vince a Londra, con 7 punti a pari merito con Şəhriyar Məmmədyarov e Boris Gelfand, la 1ª tappa del FIDE Grand Prix 2012-2013.
Nell'aprile 2013 vince a Zugo, con 8 punti, la 3ª tappa del FIDE Grand Prix 2012-2013. Con questo risultato vince il circuito del FIDE Grand Prix 2012-2013 con 410 punti e si qualifica a giocare il Torneo dei candidati per il Campionato del mondo di scacchi 2014 che si è svolto nel marzo 2014 a Chanty-Mansijsk, piazzandosi all'8º posto.
Nel 2015 vince a Stavanger il torneo Norway Chess con 6.5 punti, davanti a Viswanathan Anand e Hikaru Nakamura.
Grazie alla media Elo più alta nel 2015, nel marzo 2016 ha disputato a Mosca il torneo dei Candidati al Campionato del mondo di scacchi 2016 piazzandosi all'8º posto.
Nel settembre 2018 vince a Saint Louis il Champions Showdown contro Garri Kasparov, match disputato nella variante Scacchi960, con il punteggio di 14,5-11,5.
Nel febbraio 2019 a Saint Louis vince ancora lo Champions Showdown, battendo Leinier Domínguez 15-9 negli scontri rapid e perdendo 13,5 a 10,5 in quelli blitz .

### Club
Ha vinto tre volte la Coppa europea per club. Nel 1999 con la SK Bosna di Sarajevo, nel 2012 e nel 2014 con la SOCAR Baku.